# Франсіско Праділья
Франсіско Праділья-і-Ортіс (ісп. Francisco Pradilla y Ortiz; 24 липня 1848, Вільянуева-де-Гальєго, Арагон — 1 листопада 1921, Мадрид) — іспанський історичний живописець, директор Музею Прадо в 1896—1898 роках.

## Життя і творчість
Спочатку вивчав малюнок в Сарагосі, у двох театральних художників, що створювали ескізи костюмів і декорації.
У 1863 році приїхав в Мадрид, де вивчав роботи старих майстрів.
У 1874 році став одним з перших студентів в новій Іспанській Академії в Римі (Academia de España en Roma), будучи обраний разом з  Кастро Пласенсія , Алехандро Феррант-і-Фішермансом і під керівництвом Альфредо Серрі.
Першою значною роботою була картина «Викрадення сабінянок». У 1877 році написав картину «Донья Хуана Божевільна» (Музей Прадо, Мадрид), за яку удостоївся почесної медалі на Національній експозиції витончених мистецтв (1878) і почесною медалі на Паризькій Всесвітній виставці 1878.
На замовлення міської ради Сарагоси в 1879 році написав дві картини: «Альфонсо I Воїн» (Alfonso el Batallador) і «Альфонсо X Мудрий» (Alfonso X el Sabio). Найвдалішим є великоформатне полотно «Здача Гранади Їх іспанським Величностям Ізабеллі та Фердинанду », написане в 1882 році й нагороджене першою медаллю на мюнхенській Міжнародній художній виставці (1883). Ця робота відрізняється особливою тонкістю виконання і жвавістю зображених на ній характерів.
Крім таких великих масштабних історичних полотен часто звертався до жанрового живопису малих форм, на яких можна побачити мальовничі сценки з іспанського народного побуту. У Музеї Кармен Тіссен знаходиться картина «Галісійські прачки» (1887), де художник зображує повсякденне сцену групи жінок, зайнятих пранням білизни в полі.
Також був директором Королівської Академії Іспанії в Римі, однак незабаром відмовився від цієї посади, будучи розчарований величезною бюрократією, яка заважала його керівництву, а також неможливістю присвятити себе живопису. Проте, 3 лютого 1896 року прийняв пропозицію стати  директором Музею Прадо , пробувши на цій посаді до 1898 року.

## Галерея

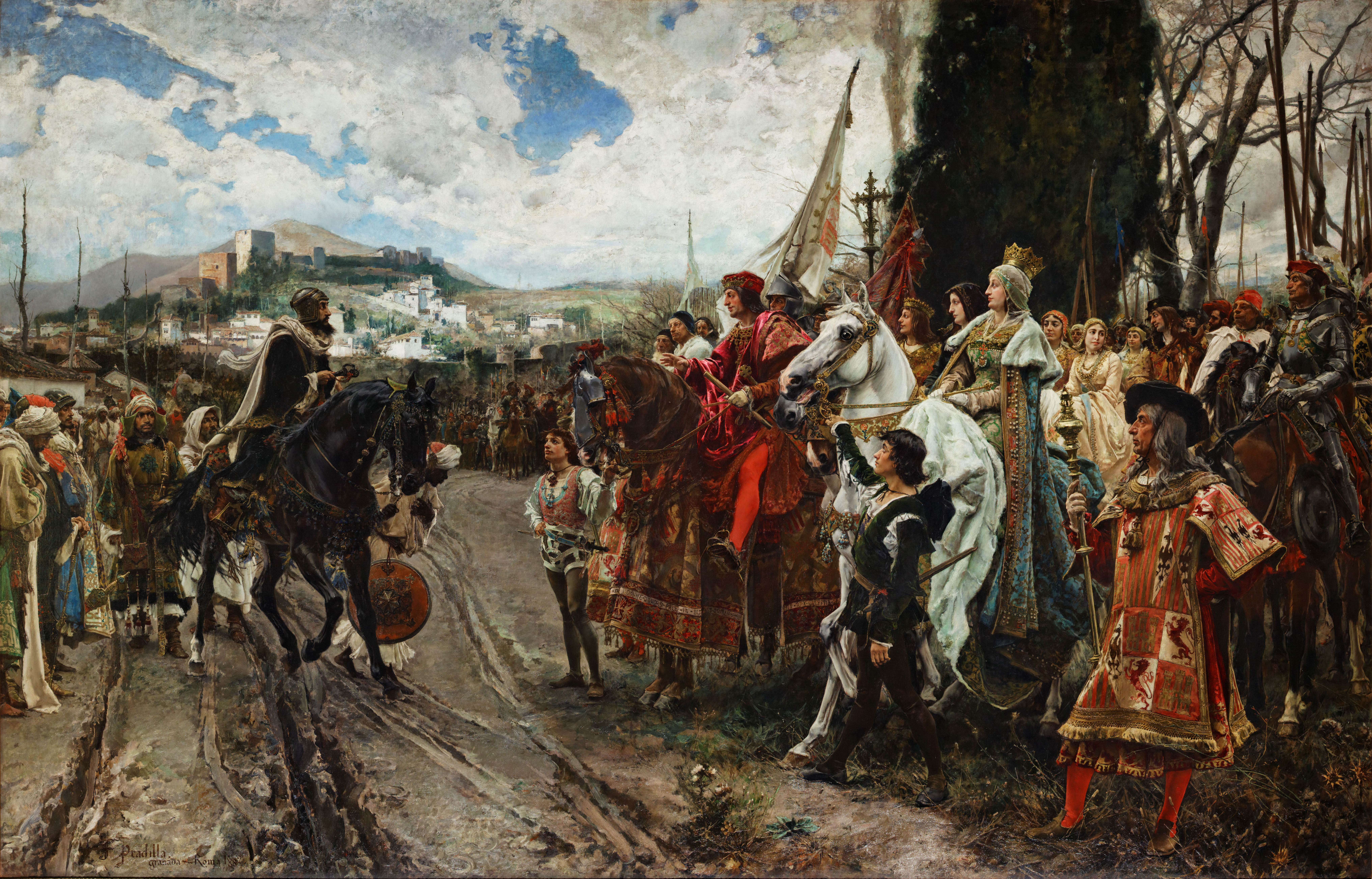
Здача Гранади Їх іспанським Величностям [8] Ізабеллі та Фердинанду  /  La Rendición de Granada  (1882)
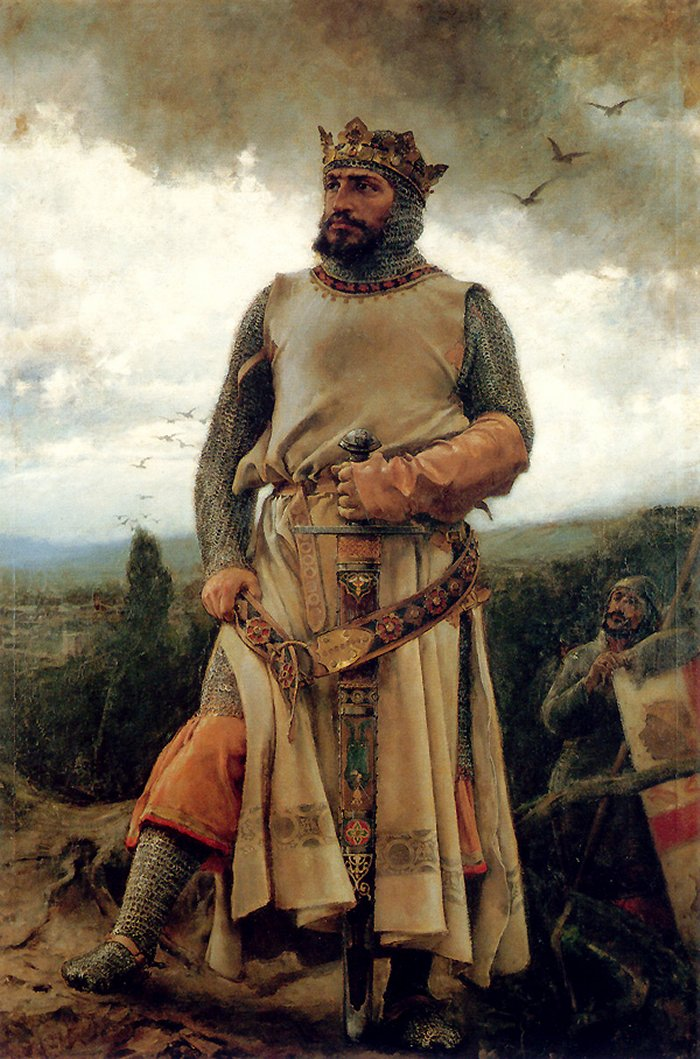
Альфонсо, I Воїн  /  Alfonso I el Batallador  (1879)
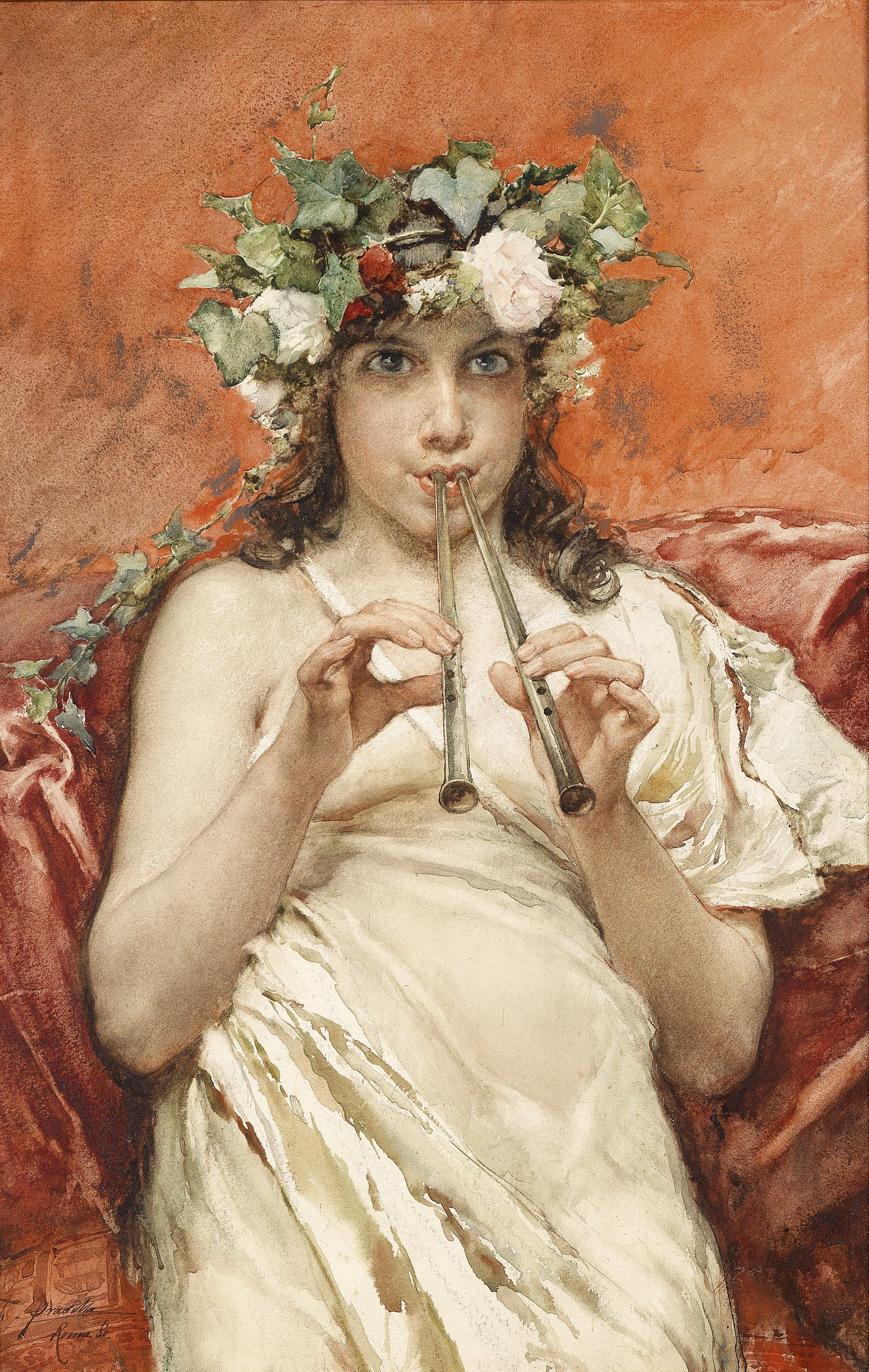
Хлопчик, який грає на флейті  (1880)
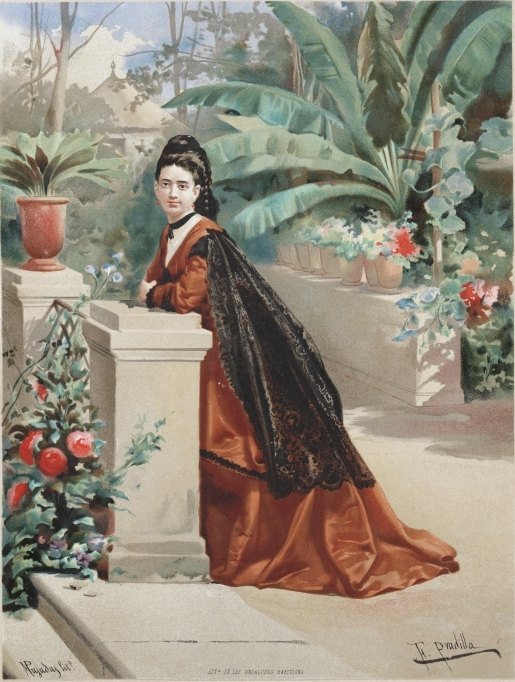
Жінка з Монтевідео
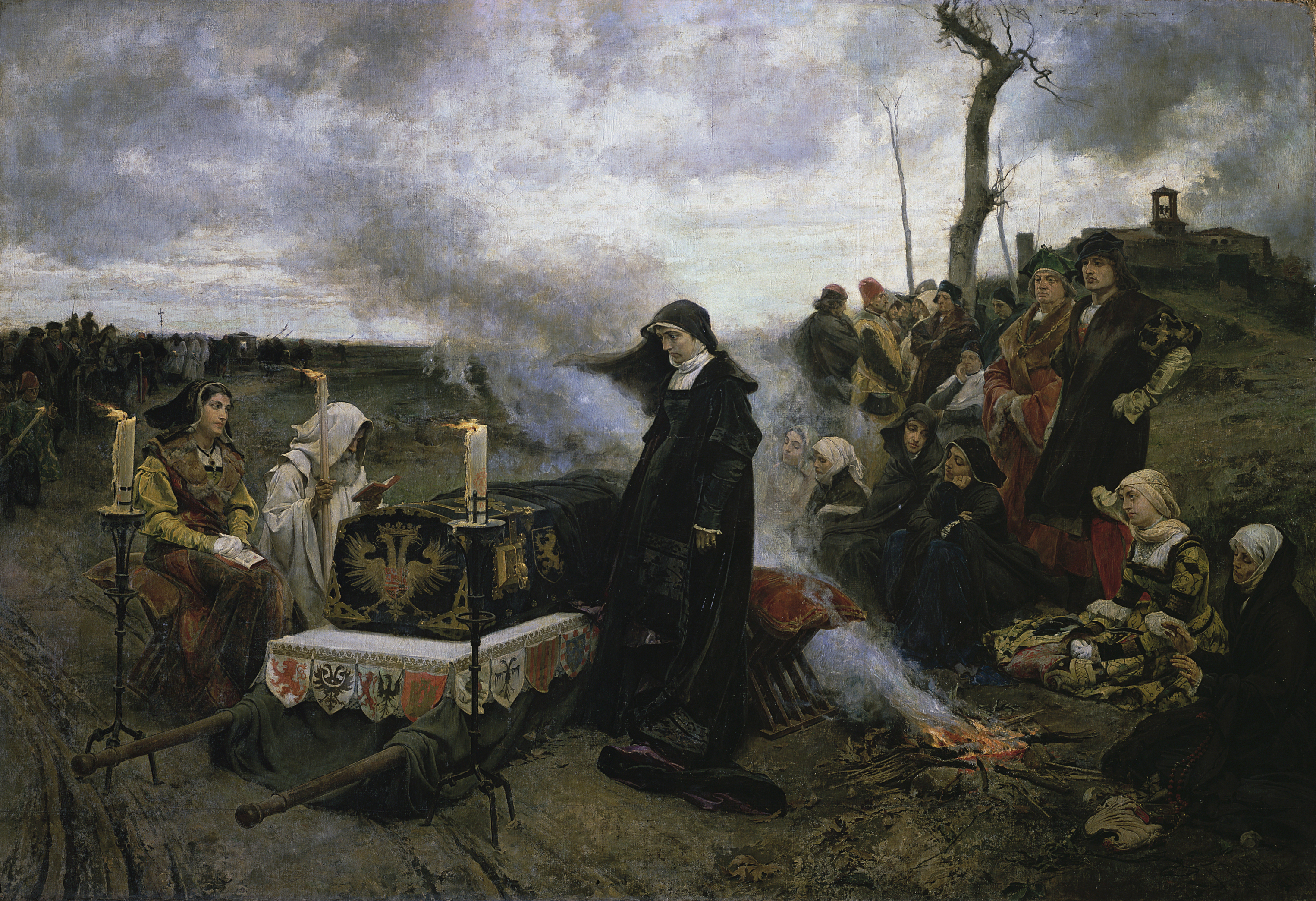
«Донья Хуана Божевільна», 1877, Музей Прадо, Мадрид
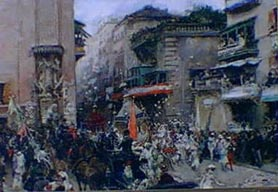
Римський карнавал
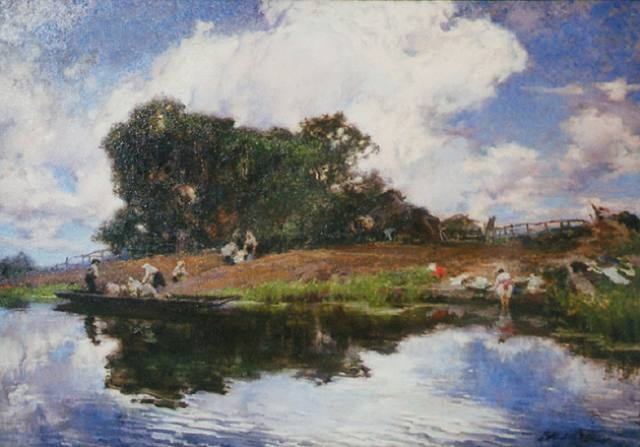
Ранок
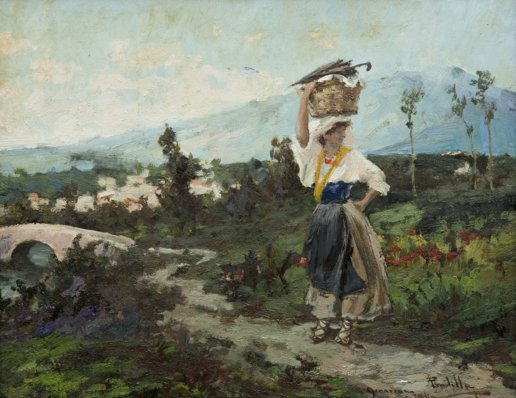
Селянка
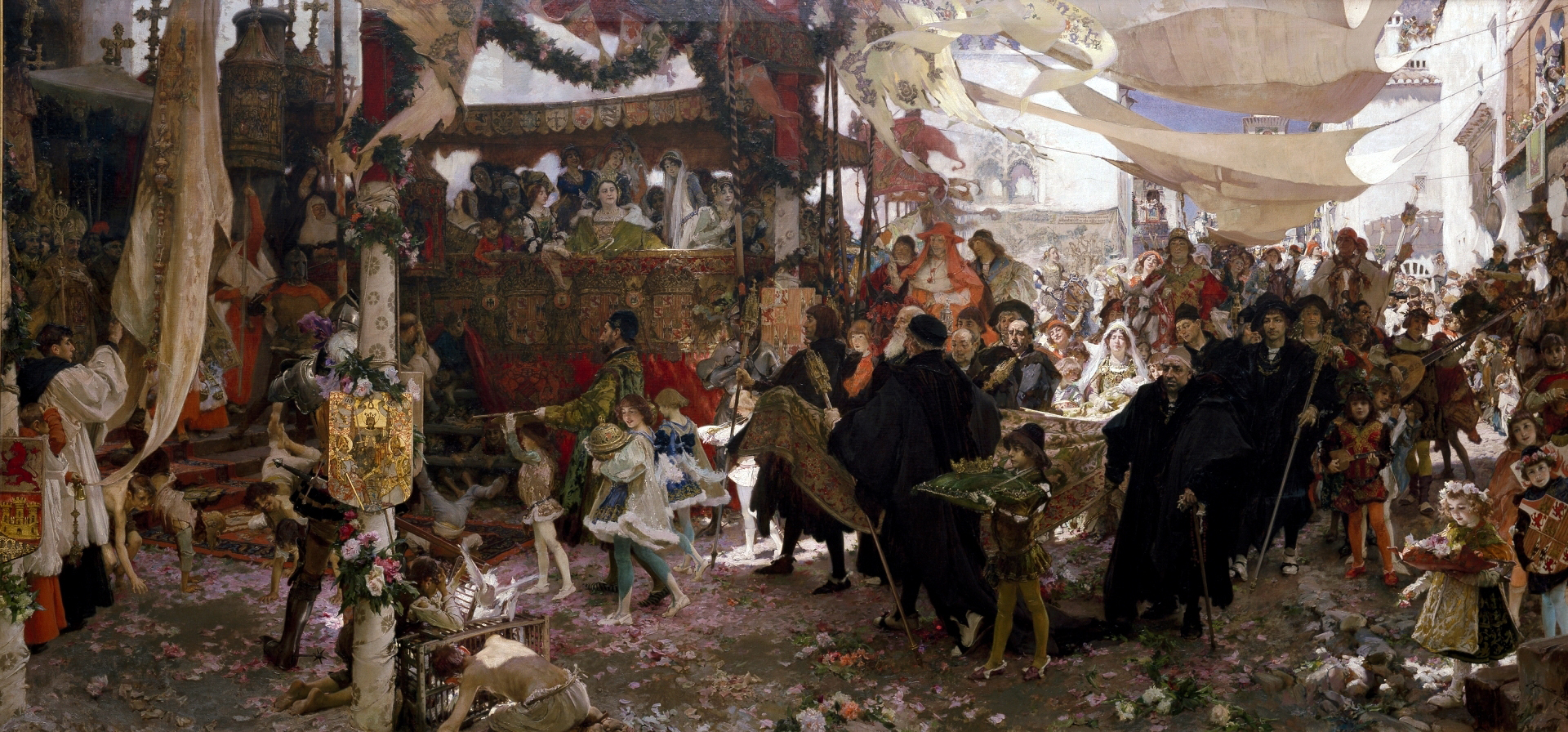
Хрестильний кортеж принца Дона Хуана, сина Католицьких королів, на вулицях Севільї  /  Cortejo del bautizo del príncipe don Juan, hijo de los Reyes Católicos, por las calles de Sevilla  (1910)
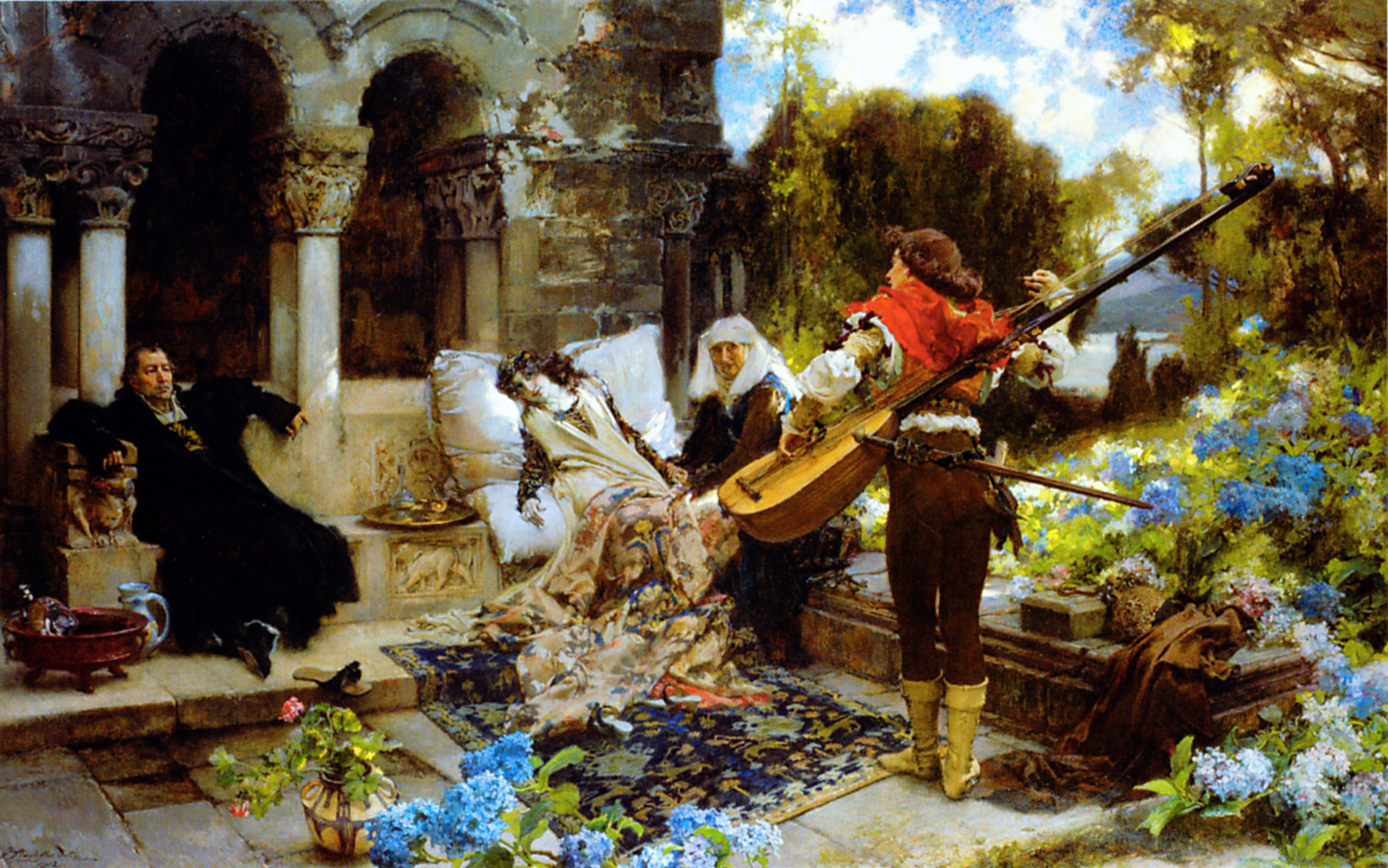
Страсті любові (1912)